# قاتلان (فیلم ۱۹۶۴)
قاتلان (انگلیسی: The Killers) فیلمی جنایی به کارگردانی دان سیگل است که در سال ۱۹۶۴ منتشر شد.

## بازیگران
- لی ماروین
- انجی دیکینسون
- جان کاساوتیس
- رونالد ریگان
- کلود ایکینز
- نورمن فل
- ویرجینیا کریستین
- کلو گولگر